# 大変形十二・二十・十二面体
大変形十二・二十・十二面体（だいへんけいじゅうに・にじゅう・じゅうにめんたい、Great snub dodecicosidodecahedron）とは、一様多面体の一種である。

## 性質
- 構成面: 正三角形80枚、正5/2角形24枚、計104枚
- 辺数: 180
- 頂点数: 60
- 頂点形状: 33, 5/2, 3, 5/3
- ワイソフ記号: | 5/3 5/2 3
- 枠: 構成面が正確な正多角形ではない斜方二十・十二面体
- 双対: Great hexagonal hexecontahedron

## 同じ枠を持つ立体
- 大二重斜方二十・十二面体
- 大変形十二・二十・十二面体
- 大二重変形二重斜方十二面体
- 20個の正八面体の複合多面体
- 20個の四面半六面体の複合多面体